# Thicker than Water: Original Soundtrack
Albums de Jack Johnson
On and On
(2003) iTunes Originals
(2004)
Thicker Than Water: Original Soundtrack est un album de Jack Johnson sorti le 25 novembre 2003. Il s'agit de la bande son du film documentaire sur le surf Thicker Than Water, sorti en 2000.

## Liste des titres
| No  | Titre              | Auteur                    | Durée |
| --- | ------------------ | ------------------------- | ----- |
| 1.  | Moonshine          | Jack Johnson              |       |
| 2.  | Rainbow            | Jack Johnson              |       |
| 3.  | Even After All     | Finley Quaye              |       |
| 4.  | Hobo Blues         | G. Love and Special Sauce |       |
| 5.  | Relate to Me       | The Voyces                |       |
| 6.  | Cove               | Jack Johnson              |       |
| 7.  | Holes to Heaven    | Jack Johnson              |       |
| 8.  | Dark Water & Stars | Natural Calamity          |       |
| 9.  | My Guru            | Kalyanji & Anandji        |       |
| 10. | Honor and Harmony  | G. Love and Special Sauce |       |
| 11. | Liver Splash       | The Meters                |       |
| 12. | Underwater Love    | Smoke City                |       |
| 13. | Thicker Than Water | Todd Hannigan             |       |
| 14. | Witchi Tai To      | Harpers Bizarre           |       |